# توماس کوپاچ
توماس کوپاچ (به انگلیسی: Thomas Kopache) (زاده ۱۷ اکتبر ۱۹۴۵) بازیگر آمریکایی است.
از فیلم‌های معروف او می‌توان به بازی در فیلم ترک لاس وگاس ، انهدام اشاره کرد.